# João Simões
João Pedro Arnauth Barrocas Simões, noto semplicemente come João Simões (Portimão, 6 gennaio 2007), è un calciatore portoghese, centrocampista dello Sporting Lisbona.

## Carriera

### Club
Cresciuto nel settore giovanile dello Sporting Lisbona, ha esordito fra i professionisti il 14 dicembre 2024 disputando da titolare l'incontro di Primeira Liga vinto 3-2 contro il Boavista. Il 25 gennaio 2025 mette a segno la sua prima rete tra i professionisti, siglando il gol del definitivo 2-0 nella partita di campionato vinta contro il Nacional.

### Nazionale
Ha giocato nelle nazionali giovanili portoghesi Under-15, Under-17 e Under-19.

## Statistiche
Statistiche aggiornate al 19 febbraio 2025.

### Presenze e reti nei club
| Stagione        | Squadra          | Campionato      | Campionato | Campionato | Coppe nazionali | Coppe nazionali | Coppe nazionali | Coppe continentali | Coppe continentali | Coppe continentali | Altre coppe | Altre coppe | Altre coppe | Totale | Totale | Totale |
| Stagione        | Squadra          | Comp            | Pres       | Reti       | Comp            | Pres            | Reti            | Comp               | Pres               | Reti               | Comp        | Pres        | Reti        | Pres   | Reti   |        |
| --------------- | ---------------- | --------------- | ---------- | ---------- | --------------- | --------------- | --------------- | ------------------ | ------------------ | ------------------ | ----------- | ----------- | ----------- | ------ | ------ | ------ |
| 2024-2025       | Sporting Lisbona | PL              | 9          | 1          | CP+CdL          | 2+2             | 0               | UCL                | 5                  | 0                  | ST          | 0           | 0           | 18     | 1      |        |
| Totale carriera | Totale carriera  | Totale carriera | 9          | 1          |                 | 4               | 0               |                    | 5                  | 0                  |             | 0           | 0           | 18     | 1      |        |

## Palmarès

### Club

#### Competizioni nazionali
- Campionato portoghese: 1

Sporting Lisbona: 2024-2025
- Coppa del Portogallo: 1

Sporting Lisbona: 2024-2025